# Hanzéros Géza
Hanzéros Géza (Alvinc, 1875. február 16. – Nagyhalmágy, 1935. március 1.) erdélyi magyar költő.

## Életpályája
Középiskolai tanulmányait a gyulafehérvári Majláth Főgimnáziumban végezte, 1897-ben a budapesti egyetemen szerzett gyógyszerészi oklevelet. Honctőn, majd Nagyhalmágyon gyógyszerész, szinte egész életét az Erdélyi-szigethegységben töltötte, s e tájegység alhavasi flórájának tudományos körökben is nagyrabecsült szaktekintélye volt. A Hírnök munkatársa, e lap hasábjain adta közre verseit és Eminescu-fordításait.
Halk szavú, formatökélyre törekvő költő, verseit fegyelmezettség jellemzi. Gondolati ihletésű lírájának – miként Áprily esetében – a férfikor lehiggadt életbölcsességén átszűrt természetélmény sajátos színt, egyéni varázst kölcsönöz. Gainobihariász című, ma már könyvritkaságszámba menő vígeposza (Kolozsvár 1923) erőteljes epikusi vénáról tanúskodott, azonban a tehetségéhez fűzött reményeket nem tudta valóra váltani; súlyos betegsége miatt korán elhallgatott.